# Hasselastämman
Hasselastämman i Hassela socken, Hälsingland, är en årligt återkommande spelmansstämma som anordnas den första söndagen i augusti. 
Hassela var den första socknen i Hälsingland och även i Gävleborgs län, som ordnade en spelmansstämma. Premiäråret var 1907.